# Xanthorhoe praxilla
Xanthorhoe praxilla är en fjärilsart som beskrevs av Druce 1893. Xanthorhoe praxilla ingår i släktet Xanthorhoe och familjen mätare. Inga underarter finns listade i Catalogue of Life.